# Akihiro Miwa
Akihiro Miwa (美輪 明宏, Miwa Akihiro), né Shingo Maruyama le 15 mai 1935 à Nagasaki, est un artiste travesti japonais, chanteur de cabaret transformiste, acteur, auteur-compositeur et écrivain. Il change son véritable nom en 1971 par Akihiro Maruyama.
Ses livres, au nombre d'une vingtaine, comptent parmi les meilleures ventes de librairie[réf. nécessaire].

## Biographie

### Enfance
Sa famille tenait un petit café. Après avoir vu un film intitulé Boy Soprano à l'âge de 11 ans, il déclare son rêve de monter sur les planches en tant que chanteur et entre à l'Université nationale japonaise de musique à 15 ans. Son idole est Yūjirō Ishihara.

### Chanteur
Il commence sa carrière professionnelle en tant que chanteur de chanson de cabaret à Ginza à l'âge de 17 ans à son arrivée à Tokyo (1952), y chantant dans divers night-clubs ses chansons françaises préférées d'Édith Piaf à Yvette Guilbert en passant par Marie Dubas. Il rencontre alors Yukio Mishima et le dramaturge Shūji Terayama, qui le font rapidement jouer. Il a appris le français enfant à l'école.
Yukio Mishima devient le grand amour de sa vie. Cette relation démarre quand Mishima le complimente dans un cabaret en lui disant, « Maruyama, vous n'avez qu'une faiblesse. C'est que vous ne pourriez jamais tomber amoureux de moi. ».  Il change son nom après le suicide de Mishima le 25 novembre 1970 pour devenir Miwa,.
Sa célébrité commence en 1957 avec le tube Méqué, méqué (メケ・メケ), reprise en japonais de Gilbert Bécaud. Son type de beauté efféminée atypique parmi les médias fait fureur.
Dans les années 1970, le milieu du cinéma offrant moins de débouchés, il se tourne à nouveau vers une carrière de chanteur pour laquelle il reprend une apparence masculine. 

### Écrivain
Miwa a écrit de nombreux livres très engagés au sujet des problèmes sociaux et militaires, conséquence de sa grande expérience du pire de ces sujets, étant lui-même rescapé de l'explosion atomique de Nagasaki dont il sortit relativement épargné mais toujours très critique contre le gouvernement dans l'ensemble de ses concerts,.

### Acteur au cinéma et au théâtre
Surtout reconnu en tant que chanteur de cabaret, il apparaît dans nombre de films à partir de Sennin Buraku (en) de Morihei Magatani (en) en 1961.
En 1968, il joue l'héroïne criminelle du film Le Lézard noir de Kinji Fukasaku, adapté du roman éponyme d'Edogawa Rampo de 1934 ; il en compose et y interprète également le thème musical. Yukio Mishima, qui y fait une courte apparition, adapte pour lui Le Lézard noir au théâtre l'année suivante. En 1969, il joue encore l'un des rôles principaux dans La Demeure de la rose noire de Kinji Fukasaku.
Au début des années 1970, il interprète pour la télévision, le double rôle de Yukinojo et Yamitaro dans la version de La Vengeance d'un acteur (Yukinojo Henge) dont les premiers épisodes sont réalisés par Hideo Gosha.
Par la suite, il prête sa voix pour les films d'animation de Hayao Miyazaki, Princesse Mononoké (1997) et Le Château ambulant (2004) et apparaît dans Takeshis' de Takeshi Kitano (2005).

## Postérité
En 2010, le réalisateur français Pascal-Alex Vincent lui consacre un documentaire dans lequel il est longuement interviewé : Miwa : à la recherche du Lézard noir. Diffusé dans les cinémas au Japon en 2013, il est également disponible en DVD en version sous-titrée aux éditions Parco qui sont également l'éditeur des livres et spectacles de Miwa.
En 2013, Hideki Noda lui consacre une pièce de théâtre simplement baptisée Miwa.

## Vie privée et icône gay puis transgenre au Japon
Il est pendant longtemps le seul homosexuel affiché au Japon, après avoir fait son coming out à 17 ans. Son petit ami se pend peu  après, sa famille s'étant aperçue de son homosexualité. Son physique androgyne lui permet de jouer des rôles attribués parfois au genre masculin, parfois au féminin, dans la lignée des théâtres Kabuki. Son indifférence du genre font de lui une personnalité transgenre au Japon,. Sa popularité n'est pas uniquement expliquée par son charisme et son identité d'artiste, mais également par la documentation des discriminations auxquelles il dut faire face dans un Japon dominé par la masculinité hétérosexuelle,.

## Filmographie
- 1968 : Le Lézard noir (黒蜥蜴, Kurotokage?) de Kinji Fukasaku : Le "lézard noir" déguisé en Madame Midorikawa
- 1969 : La Demeure de la rose noire (黒薔薇の舘, Kuro bara no yakata?) de Kinji Fukasaku : Ryūko Fujio
- 1997 : Princesse Mononoké (もののけ姫, Mononoke hime?) de Hayao Miyazaki : voix de Moro
- 2004 : Le Château ambulant (ハウルの動く城, Hauru no ugoku shiro?) de Hayao Miyazaki : voix de la sorcière des landes
- 2009 : Pokémon : Arceus et le Joyau de Vie (劇場版ポケットモンスター ダイヤモンド&パール アルセウス 超克の時空へ, Gekijōban Poketto monsutā daiyamondo ando pāru: Aruseusu chōkoku no jikū e?) de Kunihiko Yuyama : Arceus